# Ohlas písní českých

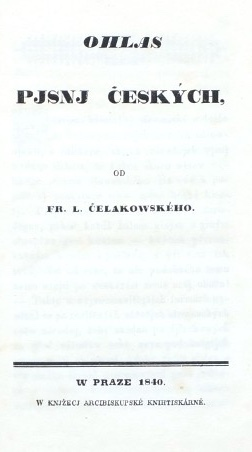
Titulní list 1. vydání Ohlasu písní českých

Básnickou sbírku Ohlas písní českých napsal a v roce 1839 vlastním nákladem vydal František Ladislav Čelakovský. Je možné ji zařadit do tzv. ohlasové poezie, která čerpá náměty z romantického a pro danou fázi českého národního obrození typického obdivu k folklórní tvorbě – v tomto případě k folklórní tvorbě české. Sám autor v předmluvě srovnává své dílo se svojí dříve vydanou sbírkou Ohlas písní ruských (1829) a vysvětluje rozdíl mezi duchem ruské a české poezie. Ruská básnická tvorba je připodobňována k ruské přírodě plné rozvláčných prostranství, zatímco poezie česká připomíná intimnější přírodu českou. Tato sbírka je také výrazně lyričtější, i když je v ní i několik básní epických. Obsahuje 56 básní, k nimž je připojeno 7 popěvků. Sám Čelakovský rozdělil básně obsažené ve sbírce do pěti skupin:
- První skupinu tvoří rozpravné básně s baladickým obsahem (Toman a lesní panna, Sňatek).
- Druhou skupinu tvoří básně elegické (Jízda k milé, Žehravý, Nevěrný milý, Milý nade všecko).
- Třetí skupinu tvoří básně žertovné, satirické a naivní (Po práci, Poslední vůle).
- Čtvrtou skupinou jsou písně (Jarní, Krotká holubička, Pečlivá milá).
- Pátou skupinu pak tvoří kratičké popěvky (Pozdní litování, Zvěřina).

Do sbírky je zařazena i jedna báseň psaná slovensky (Kalendár a ne farár).
Ve sbírce převládají krátké básně nesoucí ohlasové prvky české lidové písně. Velká část je námětem věnována lásce – opětované, neopětované i odmítané. Pro větší přiblížení lidové poezii jsou v básních použity postupy typické právě pro tento žánr, jako je opakování děje či používání lidových rčení a pořekadel. V satirických básních pak autor cílí na dominantní německojazyčné měšťanstvo a šlechtu.
Ohlas písní českých je dedikován Čelakovského přátelům, spisovatelům Josefu Vlastimilu Kamarýtovi a Josefu Krasoslavu Chmelenskému. 
Ohlas písní českých, a z něj zejména balada "Toman a lesní panna", jsou nejznámějšími díly svého autora. Jak Ohlas (mnohdy společně s Ohlasem písní ruských), tak Toman a lesní panna samostatně, se dočkaly během téměř dvou set let desítek vydání i ilustračních doprovodů a jsou dodnes jednou z mála děl rané fáze českého národního obrození, která přežila do současnosti. 
Obsah několika vybraných básní:

## Toman a lesní panna
Epická a zároveň nejznámější báseň celé sbírky je podle tradice první umělou českou baladou. Příběh o lesní panně je rozšířen zejména mezi jižními slovanskými národy a zdálo by se tedy, že v ohlasové sbírce z českých pramenů je jaksi nepatřičně.  
Toman se za magické svatojánské noci vydává za svou milou. Sestra ho varuje, aby nejezdil doubravou. Pro cestu tam ji Toman poslechne. Když dojede na místo, zjistí, že se milá mezitím zasnoubila s jiným. Pro návrat zpět zvolí cestu přes doubravu. Romanticky temný les a zraněná milostná touha vykreslují okolnosti, za kterých se Toman dostává do moci lesní panny a nakonec se zřítí do propasti. Sestra pláče nad bratrovou smrtí.

## Prokop Holý
Báseň s historickým námětem popisuje dobytí kamenického hradu slavným husitským vojevůdcem Prokopem Holým (ve skutečnosti hrad dobyl někdo jiný) s pomocí podrobně popsané válečné lsti.

## Po práci
Satirická píseň vychvalující provedenou práci, v níž autor záměrně neúplným veršem, který si čtenář sám snadno doplní do rýmu, napadá tehdy dominantní německou šlechtu a měšťanstvo, upírající Čechům svobodnou národní existenci.

## Poslední vůle
Další satirická píseň věnovaná básníku a vlastenci z počátku 19. století Janu Nejedlému, který se však Čelakovskému a jeho vrstevníkům jevil jako jazykový a literární zpátečník.

## Krásná Kordula
Milostná báseň, v níž chlapec opěvuje krásu své dívky Korduly. Popisuje jednotlivé části jejího těla a přirovnává je k různým libým věcem, přičemž v každé sloce se opakují všechny předchozí přirovnání a jedno další přibývá.

## Dílo online
- ČELAKOVSKÝ, František Ladislav. Ohlasy. Autor úvodu Ladislav Quis. Praha: Nakladatelské družstvo Máje, [mezi 1901 a 1920]. 159 s. Dostupné online. Svazek Ohlas písní českých, s. 71–159.